# Council for Geoscience
Das Council for Geoscience (CGS) ist die nationale geowissenschaftliche Behörde in Südafrika und die Nachfolgeinstitution der 1912 gebildeten Geological Survey of South Africa. Der Sitz befindet sich im Stadtteil Silverton von Pretoria.

## Allgemeines
Die Behörde ist dem Department of Mineral Resources of the Republic of South Africa unterstellt, das vom Minister of Mineral Resources politisch vertreten wird. Die primäre gesetzliche Grundlage dieser Institution bildet der Geoscience Act (Act No. 100 of 1993), ein Gesetz, das in der Übergangsperiode von der Apartheid zum demokratischen Südafrika entstand. Dieses Gesetz wurde 2010 mit dem Geoscience Amendment Act (Act No. 16 of 2010) novelliert.
Neben dem Hauptsitz in Pretoria existieren Dienststellen in Polokwane (Limpopo), Kapstadt (Western Cape), Pietermaritzburg und Durban (KwaZulu-Natal), Gqeberha (Eastern Cape) und in Upington (Northern Cape).
An der Spitze des Council for Geoscience steht neben der Behördenleitung ein Ausschuss, der überwiegend aus Vertretern anderer nationaler Regierungsstellen und einigen wenigen privatwirtschaftlichen Rechtspersonen zusammengesetzt ist.

## Aufgaben
Das Council of Geoscience besitzt das Mandat zur Förderung der Forschung und Verbreitung von Kenntnissen auf dem Gebiet der Geowissenschaften. Dazu ist die Behörde in den Bereichen Geophysik, Seismologie, Geochemie, Mineralogie, Ingenieurgeologie, Hydrogeologie, Umweltgeologie, Meeresgeologie und in weiteren Spezialaufgaben aktiv. Zu letzteren zählt auch die geologische Kartierung des Landes und ein Service für Erkundungsbohrungen.
Zu den Schwerpunktarbeiten zählen folgende funktionelle Bereiche:
- Erkundung und Informationsbereitstellung über potenzieller sowie ökonomisch bedeutsamer Vorkommen mineralischer Rohstoffe und natürliche Energieressourcen. Das schließt die Nutzung geothermischer Energiequellen und andere Energieressourcen wie Kohle, Erdöl, Erdgas und Schiefergas ein.

- Ähnlich verfährt die Behörde mit ihren Aufgaben in den Bereichen Umweltschutz und Wassergewinnung. Im Vordergrund stehen dabei die Minderung oder Abwendung umweltbedingter Gefahrenpotenziale. Das garantiert die staatliche Unterstützung zur Bereitstellung ausreichender Wassermengen für Gemeinden, Industrie und Landwirtschaft sowie die Überwachung der jeweiligen Wassernutzung.[6]